# Leše (gmina Prevalje)
Leše – wieś w Słowenii, w gminie Prevalje. W 2018 roku liczyła 552 mieszkańców.